# Alice Tully
Alice Bigelow Tully (Corning, New York, 1902. szeptember 14. – New York, 1993. december 10.) amerikai opera-énekesnő, műpártoló, Katharine Hepburn színésznő másod-unokatestvére.

## Életpályája
Szülei William J. Tully ügyvéd és szenátor (1870–1930) és Clara Mabel Tully (1870–1958). A Westbury School-ban (Middlebury, Connecticut) tanult. Karrierjét mezzoszopránként kezdte, később szoprán lett. Párizsban tanult. Első fellépése 1927-ben volt a francia Pasdeloup Zenekarral. New Yorkban 1933-ban kezdte pályafutását Mascagni Parasztbecsületében.
1958-ban, anyja halála után, megörökölte nagyapja birtokát. Az élete hátralévő részében jövedelme nagy részét művészeti intézményeknek adományozta, gyakran névtelenül. Unokatestvére, Arthur Amory Houghton, Jr. javaslatára, aki a Lincoln Center egyik alapítója, pénzt adományozott egy koncertterem felépítésére, amely később  felvette az Alice Tully Hall nevet.
Alice Tully a New York-i Kamarazenei Társaság igazgatótanácsának elnöke volt, valamint a New York-i Filharmonikusok, a Metropolitan Opera és a Juilliard Zenei Főiskola igazgatótanácsának tagja.
1970-ben elnyerte a Handel Medalliont New York kulturális életének fejlesztéséhez való hozzájárulásáért. 1985-ben megkapta a National Medal of Arts kitüntetést.
Soha nem ment férjhez. Baráti köréhez tartozott a kolozsvári származású Óváry Zoltán orvos is.
1991-ben agyvérzést kapott, 1993-ban New Yorkban halt meg 91 éves korában.

## Fordítás
- Ez a szócikk részben vagy egészben  az   Alice Tully című angol Wikipédia-szócikk fordításán alapul.  Az eredeti cikk szerkesztőit annak laptörténete sorolja fel. Ez a jelzés csupán a megfogalmazás eredetét és a szerzői jogokat jelzi, nem szolgál a cikkben szereplő információk forrásmegjelöléseként.